# 绿荫河
绿荫河（英語：Shade River）是俄亥俄河的一条支流，位于美国俄亥俄州的东南部。绿荫河通过俄亥俄河，最终注入密西西比河，流域面积221平方英里（570平方）。